# Resident Evil 2
Resident Evil 2, känt i Japan som Biohazard 2 (バイオハザード2 Baiohazādo Tsū?), är ett survival horror-spel och den andra delen i den populära spelserien Resident Evil. Det släpptes ursprungligen till Playstation 1998, men konverterades till PC, Nintendo 64, Sega Dreamcast och Nintendo Gamecube. Resident Evil 2 var det första RE-spelet som hade mini-spel i spelet som blir upplåsta efter att ha klarat spelet under speciella kriterier.

## Handling
Spelet utspelar sig i Raccoon City, två månader efter händelserna i Resident Evil. Viruset har tagit sig in i staden och den är i fullt kaos när spelets protagonister Leon Scott Kennedy och Claire Redfield dyker upp. Leon är en polis som börjar sin första dag på jobbet i Raccon City. Claire är syster till Chris Redfield, som var en av protagonisterna i första spelet, och hon letar efter honom. När det blir klart att zombier tagit över staden och att det inte är någon större vits att stanna så hjälps de båda åt för att överleva och ta sig ut ur staden. Men det finns ett monster som gömmer sig i skuggorna.

## Karaktärer

### Spelbara
- Leon Scott Kennedy har precis tagit examen från Polishögskolan och har fått sin första anställning på Raccoon Police Department. Han kommer några dagar sent till jobbet och upptäcker att staden är full av zombier och monster.
- Claire Redfield är Chris Redfields syster som letar efter sin bror som försvunnit. Träffar på Leon och de två hjälper varandra att hitta en väg ut ur staden.
- Hunk leadare för Umbrella Security Service och spelbar efter att spelaren klarat spelet med en A-rankning.
- Ada Wong - Leon träffar på Ada i Raccoon City och hon visar sig senare vara en spion vars uppdrag är att stjäla G-viruset. Är spelbar en kort stund i ett av Leons scenarion.
- Sherry Birkin är dotter till William Birkin och Annette Birkin, Claire bestämmer sig för att rädda flickan som nu blivit föräldralös. Är spelbar en kort stund i ett av Claires scenarion.

### Ospelbara
- Ben - Adas vän och en reporter som jobbat med att sätta dit Brian Irons (polischefen).
- Brian Irons - Polischef
- William Birkin - Framställer G-Virus
- Anette Birkin - Williams fru
- Robert "Bob" Kendo - ägare till vapenaffären "Kendo Gun Shop" och nära vän till Barry Burton.

## Röstskådespelare
| Figur              | Röst                 |
| ------------------ | -------------------- |
| Leon S. Kennedy    | Paul Haddad          |
| Claire Redfield    | Alyson Court         |
| Ada Wong           | Sally Cahill         |
| Sherry Brikin      | Lisa Jai             |
| William Birkin     | Diego matamoros      |
| Annette Birkin     | Jennifer Dale        |
| Brian Irons        | Gray Krawford        |
| Marvin Bragagh     | Rod Wilson           |
| Ben Bertolucci     | Rod Wilson           |
| Robert "Bob" Kendo | Gray Krawford        |
| Tofu               | Katsutoshi Karatsuma |

## Minispel
Klara spelet med A rank för både Leon och Claires A och B scenario för att låsa upp "The 4th Survivor" där man får spela som Hunk. Klarar man scenario A och B med A rank tre gånger på rad så kan man spela "The 4th Survivor" fast denna gång som Tofu, endast utrustad med en kniv.

## Kuriosa
- En speltidning startade ett rykte som sa att om man klarade Resident Evil 2 genom att bara använda kniven och pistolen så skulle man få "Akuma" från Street Fighter som en extra-karaktär. Detta var dock bara ett april-skämt. Det finns de som fortfarande tror på detta rykte än idag.